# Something's Rotten
Something's Rotten és una pel·lícula dramàtica canadenca, dirigida per Harvey Frost i estrenada el 1979. La protagonitza Charlotte Blunt com la reina d'un país europeu sense nom, que està sent pressionada pel primer ministre (Cec Linder) perquè abdiqui el tron a favor d'un dels seus fills, però que ha de lluitar amb la qüestió de quin fill ha de ser nomenat successor, el príncep Calvin més gran però emocionalment inestable (Geoffrey Bowes) o el més jove però més madur príncep George (Christopher Barry). Mentrestant, una sèrie d'assassinats del personal del palau estan sent comesos per un "Skulker" no identificat, que la reina comença a sospitar que pot ser de fet un dels prínceps.
La pel·lícula es va rodar a Casa Loma a Toronto.
La pel·lícula no va ser ben rebuda per la crítica. La revista Cinema Canada va escriure que l'actuació de Bowes com el príncep Calvin va ser l'única cosa bona de la pel·lícula, mentre que el crític Jay Scott va afirmar que quan es va projectar la pel·lícula al 32è Festival Internacional de Cinema de Canes, quan va acabar la projecció no hi havia prou gent al teatre per esbroncar-la o xiular-la.
La pel·lícula va obtenir dues nominacions als Premis Genie als 1rs Premis Genie l'any 1980, al Millor Actor (Bowes) i al Millor disseny de vestuari (Julie Whitfield).